# Mamakańska Elektrownia Wodna
Mamakańska Elektrownia Wodna (ros. Мамаканская гидроэлектростанция) – elektrownia wodna w azjatyckiej części Rosji (Jakucja) na rzece Mamakan koło miejscowości Mamakan.
Zapora o wysokości 57 m i długości 345 m; cztery hydrozespoły o łącznej mocy 100 MW; średnia produkcja roczna 356 mln. kWh.
Budowę rozpoczęto w 1957 r.; pierwsze dwa hydrozespoły oddano do użytku w grudniu 1961 r.; całość ukończono w 1963 r.
W wyniku zbudowania zapory powstał Mamakański Zbiornik Wodny.